# Tempel des Amenophis III.

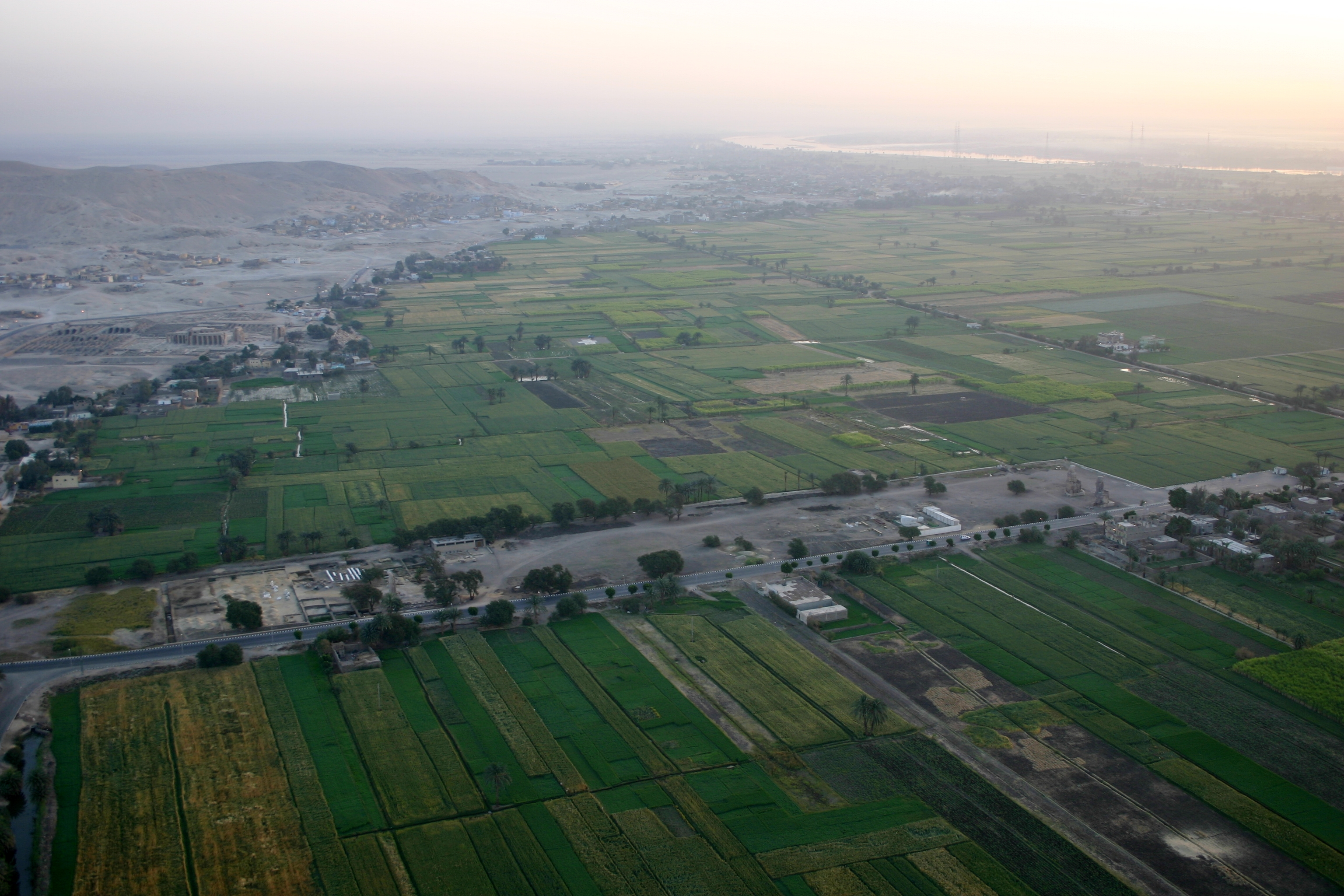
Fläche der ehemaligen Tempelanlage

Der Tempel des Amenophis III. (heute arabisch كوم الحيطان Kōm/Kaum al-Ḥīṭān, „Hügel der Mauern“), auch Memnoneion oder Amenophium, war einst mit 385.000 Quadratmetern der größte jemals in Ägypten erbaute Tempel. Er war der Gedenktempel für den König (Pharao) Amenophis III. und befand sich in Theben, genauer in Theben-West etwa drei Kilometer westlich des Nils.
Wie der Luxor-Tempel wurde er von Amenophis (Sohn des Hapu), Baumeister und Architekt unter Amenophis III. entworfen und erbaut. Kenntnisse über diesen Tempel erhielt man durch eine von dem Ägyptologen Flinders Petrie 1896 westlich des ehemaligen Tempelstandorts gefundenen großen Stele, auf der der Pharao die Statuen seines Totentempels beschreiben ließ. Heute ist neben den noch an ihrem ursprünglichen Standort befindlichen Zwillingsstatuen des Königs Amenophis III. an der Ostseite des Tempels, den sogenannten Memnonkolossen, kaum etwas erhalten. Diese standen ursprünglich vor dem ersten Pylon des Tempels.
In den Jahren 1998 und 2004 wurde der Tempel des Amenophis III. vom World Monuments Fund auf die Liste der 100 weltweit am meisten gefährdeten Kulturdenkmäler gesetzt.

## Tempelanlage

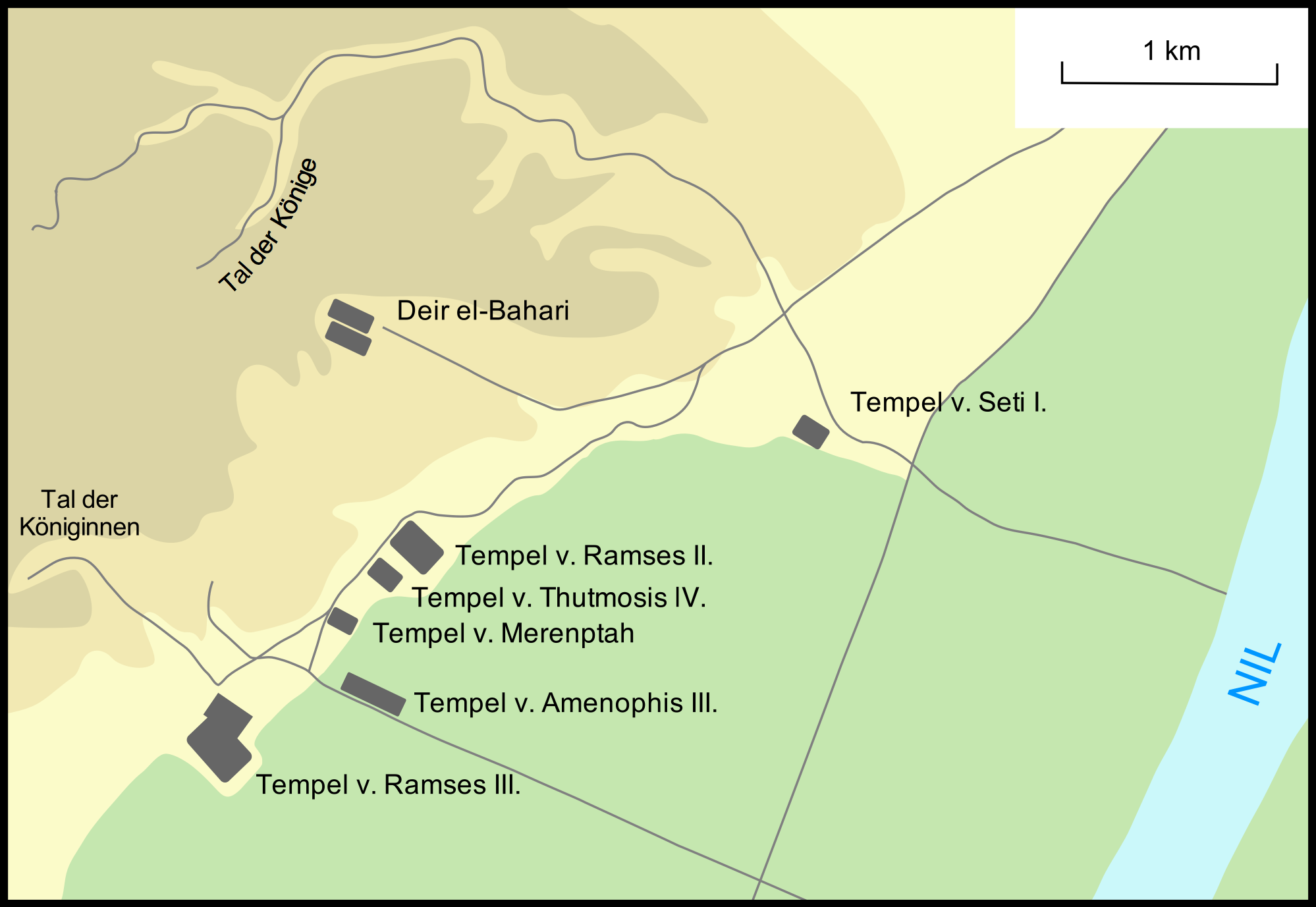
Theben-West mit dem Ort des Tempels

Mit dem Bau des Tempels, der Amenophis III. und dem als seinen Vater angesehenen Reichsgott Amun gewidmet war, wurde um 1385 v. Chr. begonnen. Auf einer Stele beschrieb der König das Millionenjahrhaus als „Festung der Ewigkeit, … aus Sandstein, gänzlich verkleidet mit Gold, die Fußböden aus Silber, reich ausgestattet mit Statuen“. Erstmals fertiggestellt wurde der Tempelbau 1358 v. Chr., obwohl es auch danach, bis zum Tod Amenophis III. im Jahr 1351 v. Chr., noch zu Erweiterungen und Aufstellungen von Statuen kam. Eingefasst war der Tempelbereich durch eine 8,5 Meter starke Mauer aus Ziegeln.
Die Umfassungsmauer des Tempels war ungefähr 700 Meter lang und 550 Meter breit. Der Innenbereich war in mehrere voneinander abgeschlossene Bereiche untergliedert. Der eigentliche Tempel befand sich im Südteil der Tempelanlage. Vom Haupteingang im Südosten durchschritt man drei Pylone und eine Sphingenallee, bevor man durch ein viertes Tor den 86 × 85 Meter großen, mit Sandsteinplatten gepflasterten Vorhof des Tempels, den „Sonnen-“ oder „Sedfest-Hof“, erreichte. Der Hof war auf seinen vier Seiten mit 14,2 Meter hohen überdachten Säulen in drei, an der Westseite vier Reihen eingefasst, die eine umlaufende Wandelhalle bildeten. Dahinter befand sich das Tempelhaus mit dem Heiligtum.

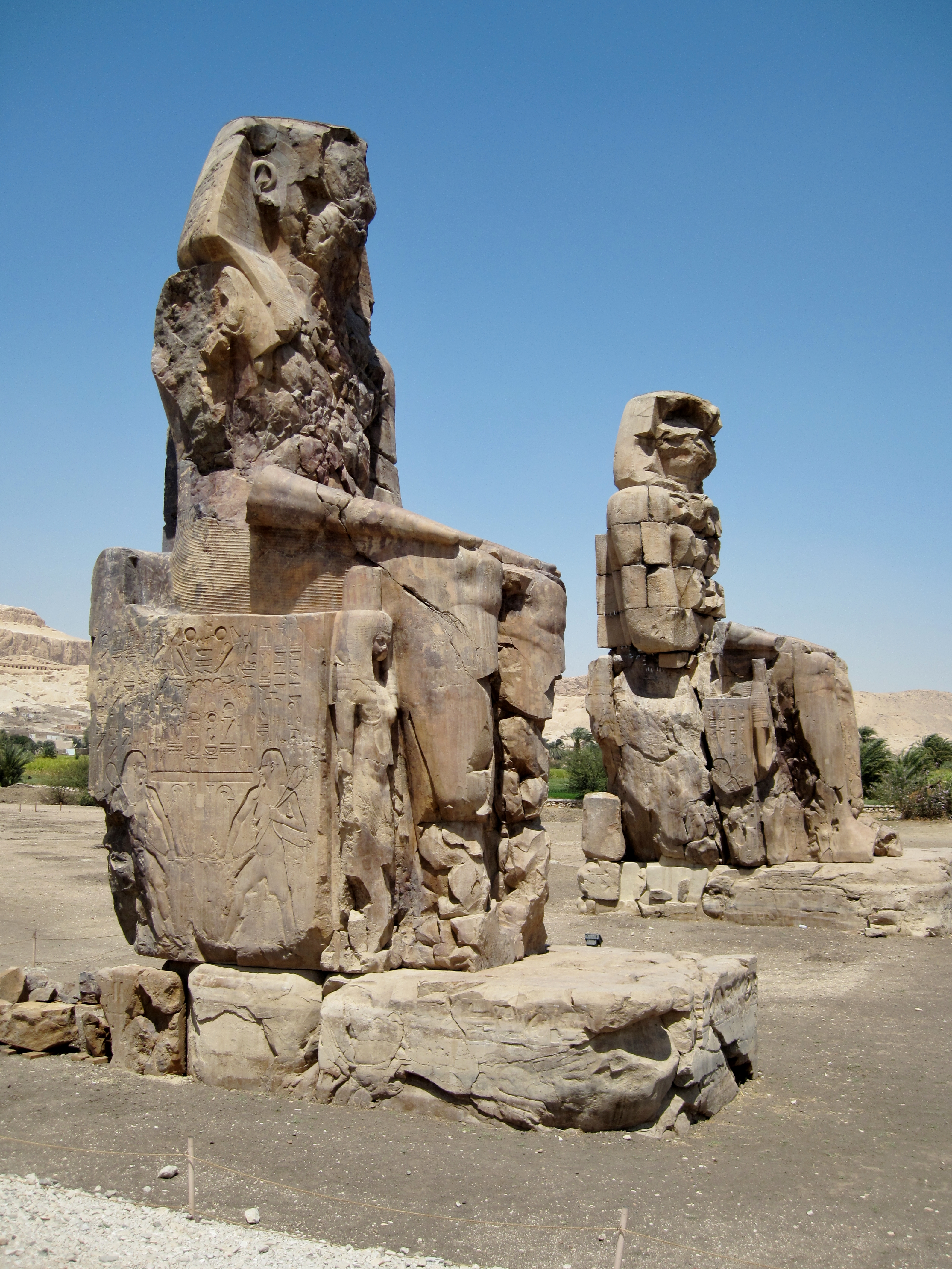
Memnonkolosse

Vor den Pylonen standen jeweils vier goldbeschlagene Fahnenmasten aus Zedernholz, von denen Spuren der Vergoldung bei archäologischen Grabungen vor dem zweiten Pylon gefunden wurden. Die Pylonendurchgänge flankierten je zwei Bildnisse Amenophis III. in Form von Sitzbildern in Überlebensgröße. Von ihnen sind nur die vor dem ersten Pylon aufgestellten sogenannten Memnonkolosse erhalten. Ihre Höhe betrug in der Vergangenheit „40 Ellen“, etwa 21 Meter. Nach Verlust der Kronen beträgt ihre heutige Höhe bis zum Kopftuch noch 14,76 Meter beziehungsweise 13,97 Meter, mit Sockel 18,36 Meter und 17,27 Meter. Sie wurden aus rotem Quarzit gefertigt, dessen Herkunft nach petrografischen Untersuchungen auf den Gebel Gulab oder Gebel Tingar am westlichen Nilufer bei Assuan weisen.

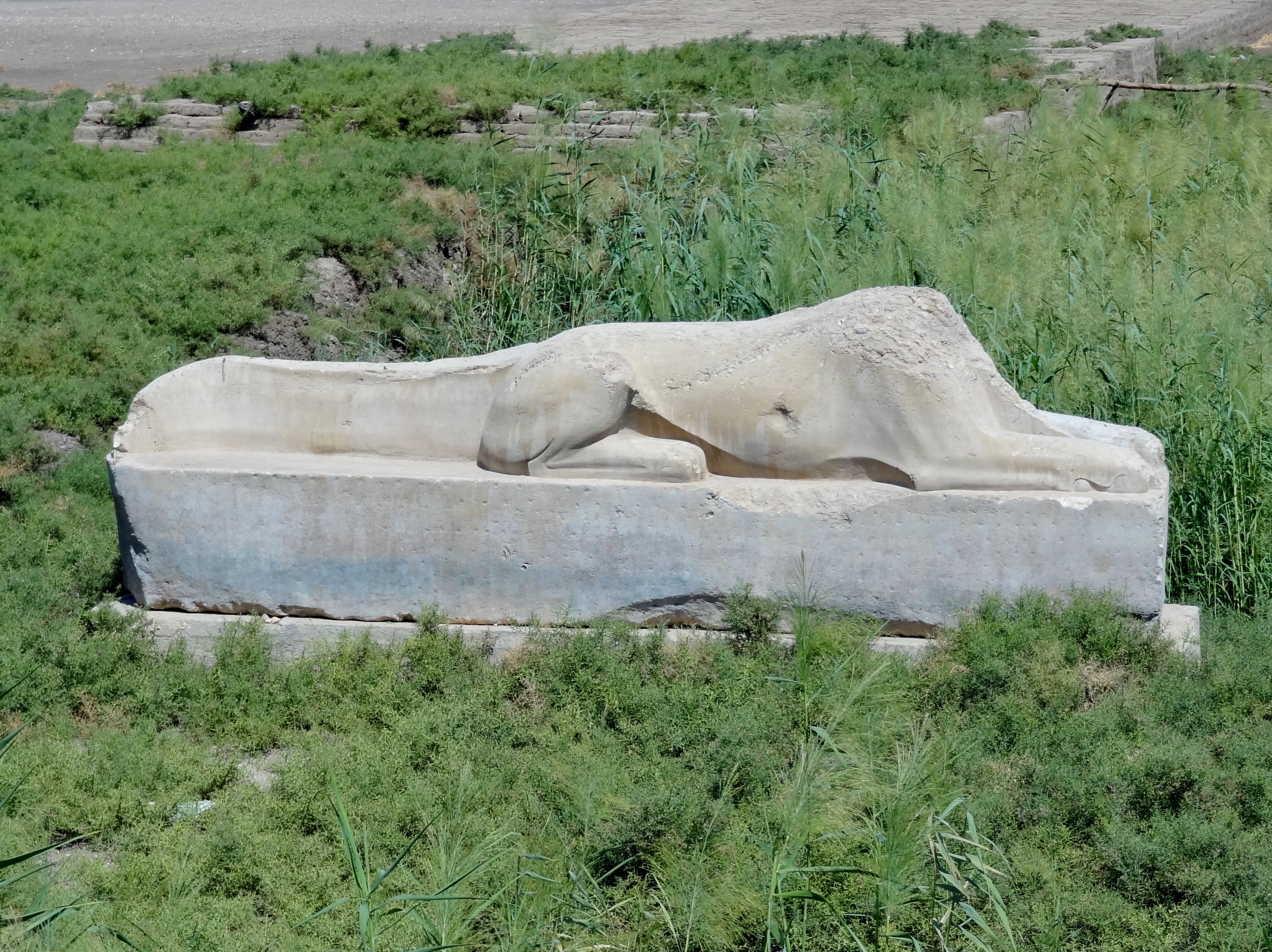
Stark beschädigte Sphinx mit Krokodilschwanz

Die Sitzbilder vor dem zweiten Pylon bestanden ebenfalls aus Quarzit, die vor dem dritten Pylon hingegen aus Alabaster, thronend auf Sockeln aus schwarzem Granit. Weitere Statuen des Königs Amenophis III. schmückten den Säulenhof vor dem Tempelhaus. Zwischen den Papyrusbündelsäulen der Ost- wie der Westseite des Hofes waren acht Meter hohe Standbilder des Pharao aufgestellt. Sie bestanden auf der Nordseite aus Quarzit, in der Südhälfte aus Granit. Weiterhin war der Tempel mit hunderten von Sachmet-Statuen, Alabastersphingen mit Krokodilschwänzen, Sandsteinsphingen mit Köpfen des Anubis und eine lebensgroße Flusspferdstatue aus Alabaster ausgestattet.
Innerhalb der äußeren Umfassungsmauer des Tempelbereichs lagen Nebengebäude aus Ziegel, Gärten, Seen und ein kleinerer Tempel, der der singulären Gottheit Ptah-Sokar-Osiris geweiht war, einer Verschmelzung der drei Götter seit dem Mittleren Reich. Dieser stand nördlich des Haupttempels mit einem eigenen Zugang durch die Umfassungsmauer von Norden. An den Seiten dieses Tores standen zwei Quarzitstatuen des Amenophis III., vom Nordzugang sind jedoch kaum noch Hinweise auf dem Grundriss zu erkennen.
In Anbetracht der Größe des Tempels Amenophis III. ist wenig von ihm verblieben. Schon zur Zeit Echnatons, des Sohnes Amenophis III., blieb der Tempel ungenutzt und der Name des in dieser Zeit verfemten Reichsgottes Amun wurde in Inschriften ausgemeißelt. Die Verwüstungen dieser Zeit wurden nach Echnaton zwar restauriert, doch nimmt man an, dass der schlecht fundamentierte Tempel schon in der frühen Regierungszeit des Merenptah um 1220 bis 1210 v. Chr. durch ein Erdbeben stark beschädigt wurde, bei dem sich die Erdschichten unter dem Tempel im Grundwasserbereich verflüssigten. Weitere Zerstörungen brachten die jährlichen Nilüberschwemmungen und Steinraub. Die Ruine des Tempels diente als Quelle für Baumaterial. So fand man zum Beispiel eine Granitstele Amenophis III. im 100 Meter nordwestlich gelegenen Tempel des Merenptah, die sich heute mit der Bezeichnung Merenptah-Stele unter der Inventar-Nummer CG 34025 im Ägyptischen Museum in Kairo befindet.

## Archäologische Grabungen

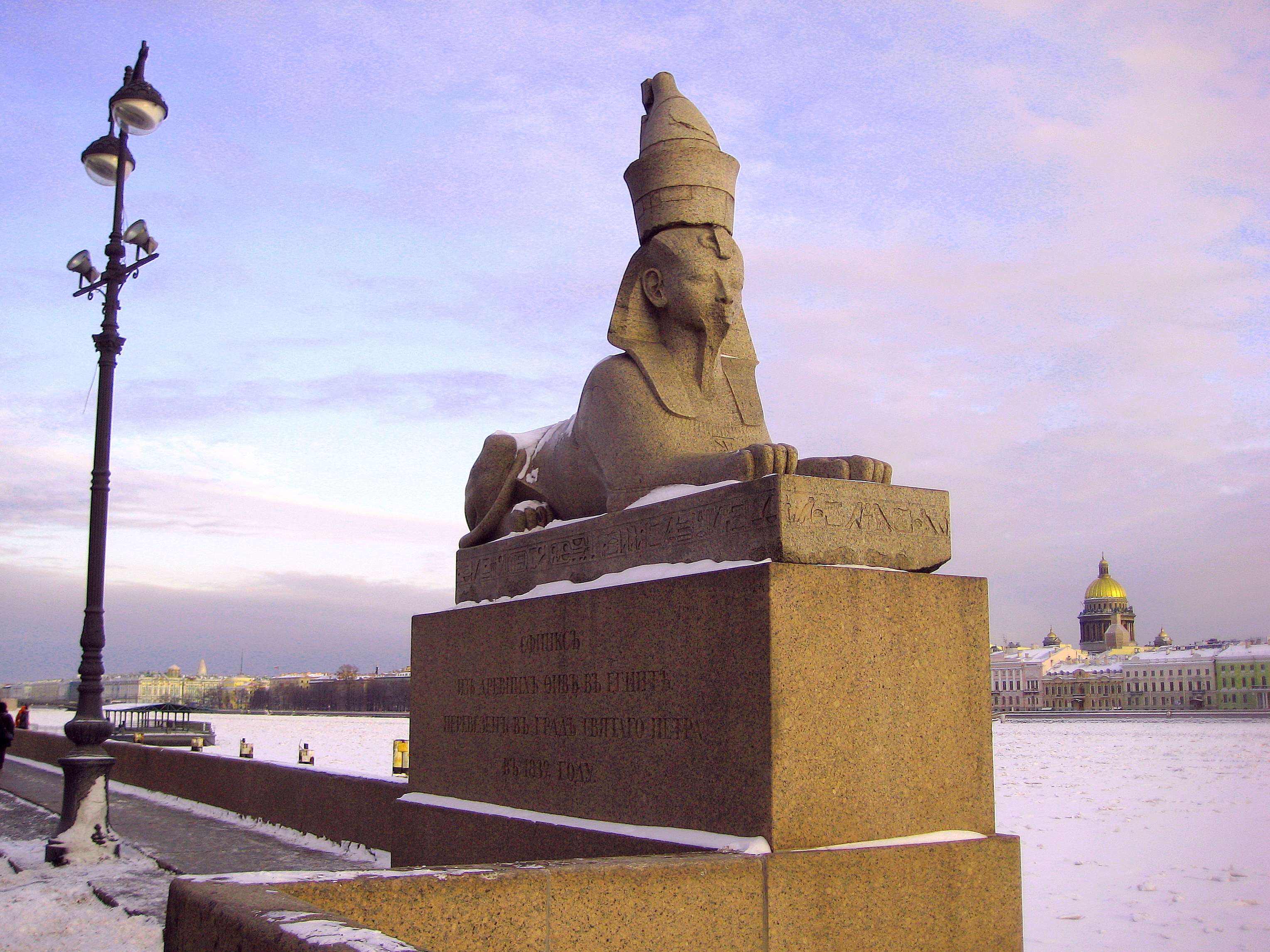
Sphinx am Universitätsufer, St. Petersburg

Bei Ausgrabungen im Auftrag des britischen Konsuls Henry Salt fand Jannis Atanasios 1825 im Eingangsbereich des Tempels zwei Syenit-Sphingen jeweils mit dem Kopf des Pharaos Amenophis III. mit der Doppelkrone, die schließlich dank der Bemühungen des Kirchenhistorikers Andrei Nikolajewitsch Murawjow vom Russischen Staat 1830 erworben und 1832 in St. Petersburg an der Newa am Universitätsufer aufgestellt wurden.
Das Schweizerische Institut für Ägyptische Bauforschung und Altertumskunde in Kairo untersuchte in den 1960er Jahren die Ruinen des Tempelareals. Seit 1998 werden archäologische Grabungen zur Erforschung des Tempels unter der Schirmherrschaft des Deutschen Archäologischen Instituts in Kairo und der Ägyptischen Altertümerverwaltung durchgeführt. Bei den Grabungen fand man eine krokodilschwänzige Sphinx und mehrere Statuen Amenophis III. Im Jahr 2009 grub ein Archäologenteam unter Leitung von Hourig Sourouzian eine Kolossalstatue des Pharao aus. Anfang 2010 entdeckte man den dazugehörigen über zwei Meter großen Kopf. Im Dezember 2017 entdeckte man 27 teilweise zerstörte Statuen der Göttin Sachmet. Weitere Sachmet-Statuen und die Reste zweier kolossaler Sphingen wurden in den folgenden Jahren gefunden.